# FLAREP
La FLAREP (sigles de Fédération pour les langues régionales dans l'enseignement public) és una associació francesa que agrupa les principals associacions o federacions de pares d'alumnes i/o de mestres que fan tot o part de l'ensenyament en alguna de les llengües regionals en el servei d'educació pública. Fou creada a Baiona el novembre de 1987. Està subvencionada pel Ministeri d'Educació Nacional. Tots els anys la FLAREP organitza un col·loqui sobre un tema diferent a una regió diferent amb el patrocini d'una associació adherent.

## Direcció[3]
- President : Thierry Delobel - Iparralde
- Vicepresident : Paul Molac - Bretanya
- Tresorer : Marc Bron - Savoia
- Secretari : Alà Baylac-Ferrer - Catalunya del Nord

## Associacions adherides
| Territori        | Nom associació | web                                                   |
| ---------------- | --- | ----------------------------------------------------- |
| Alsàcia/Mosel·la | ABCM-ZWEISPRACHIGKEIT | http://www.abcmzwei.eu/                               |
| Alsàcia/Mosel·la | APEPA (Association de parents d'élèves en Alsàcia dans le Bas-Rhin et le Haut-Rhin de la maternelle au lycée)                       | http://www.apepa.fr                                   |
| Alsàcia/Mosel·la | BIPASS - BILINGUISME PARITAIRE À SARREGUEMINES                                                                                      |                                                       |
| Alsàcia/Mosel·la | CULTURE ET BILINGUISME / ALSACE ET MOSELLE RENE SCHICKELE-GESELLSCHAFT                                                              | http://site.voila.fr/Alsàciazwei%5BEnllaç+no+actiu%5D |
| Alsàcia/Mosel·la | ELTERN 68 (Associació de Pares d'Alumnes de l'ensenyament bilingüe (Alt Rin))                                                       | http://eltern68.free.fr/                              |
| Iparralde        | IKAS-BI (Pel bilingüisme al País Basc)                                                                                              |                                                       |
| Bretanya         | Div Yezh (Associació de Pares d'Alumnes pour l'enseignement du breton à l'école publique)                                           | http://div-yezh.org/                                  |
| Catalunya        | APA (Associació de Pares d'Alumnes per a l'Ensenyament del Català / Association de Parents d'Elèves pour l'Enseignement du Catalan) | http://www.federacio.cat/pagines-ensenyament          |
| Catalunya        | APLEC (Associació Per a L'Ensenyament del Català / Association pour l'enseignement du Catalan); association fondatrice              | http://www.aplec.cat                                  |
| Còrsega          | Scola Corsa Bastia |                                                       |
| DOM              | GEREC (Groupe d'études et de recherches en espace créolophone et francophone)                                                       |                                                       |
| Reunió           | ACCR (Association des Certifiés de Créole de la Réunion)                                                                            |                                                       |
| Reunió           | Association pour l'Enseignement de la Langue et de la Culture Réunionnaises                                                         |                                                       |
| Flandes francès  | Maison du Néerlandais - BAILLEUL |                                                       |
| Occitània        | FELCO (Federacion dels Ensenhaires de Lenga e Cultura d'Òc)                                                                         | http://creo-mp.chez-alice.fr/felco.html               |
| Occitània        | Òc-Bi (Associació pel bilingüisme francès/occità a l'ensenyament públic)                                                            |                                                       |
| Savoia           | Association des Enseignants de Savoyards (AES)                                                                                      |                                                       |